# Dicranomyia kallakkure
Dicranomyia kallakkure là một loài ruồi trong họ Limoniidae. Chúng phân bố ở miền Australasia.